# Ahlstrom-Munksjö
Ahlstrom-Munksjö Oyj ist laut eigenen Angaben ein weltweit führender Anbieter von Materialien auf Faserbasis mit Sitz in Helsinki. Ahlstrom-Munksjö produziert unter anderem Spezialpapiere. Die Aktien des Unternehmens sind an der Nasdaq Helsinki und Nasdaq Stockholm notiert.
Mit 38 Standorten in 13 Ländern ist Ahlstrom-Munksjö international vertreten. Der Betrieb setzt laut dem eigenen Marketing auf Nachhaltigkeit und Gleichheit. Der Geschäftsbericht für das Jahr 2022 wies 19 % Frauen in der Firma aus, wobei die Frauenquote noch weiter ausgebaut werden soll.
Am 31. März 2017 fusionierte Ahlstrom mit Munksjö zu Ahlstrom-Munksjö. Im Zuge der Fusion musste das deutsche Tochterunternehmen in Osnabrück verkauft werden. Das Papierwerk wurde vom Finanzinvestor Perusa übernommen und firmiert unter dem Namen Kämmerer.
Ahlstrom-Munksjös Angebot umfasst Filtermaterialien, Trennpapiere, Materialien für Lebensmittel- und Getränkeverarbeitung, Dekorpapiere, Trägerpapiere für Schleifmittel und Klebebänder, elektrotechnisches Papier, Glasfasermaterialien, medizinische Fasermaterialien und Diagnostik-Lösungen.

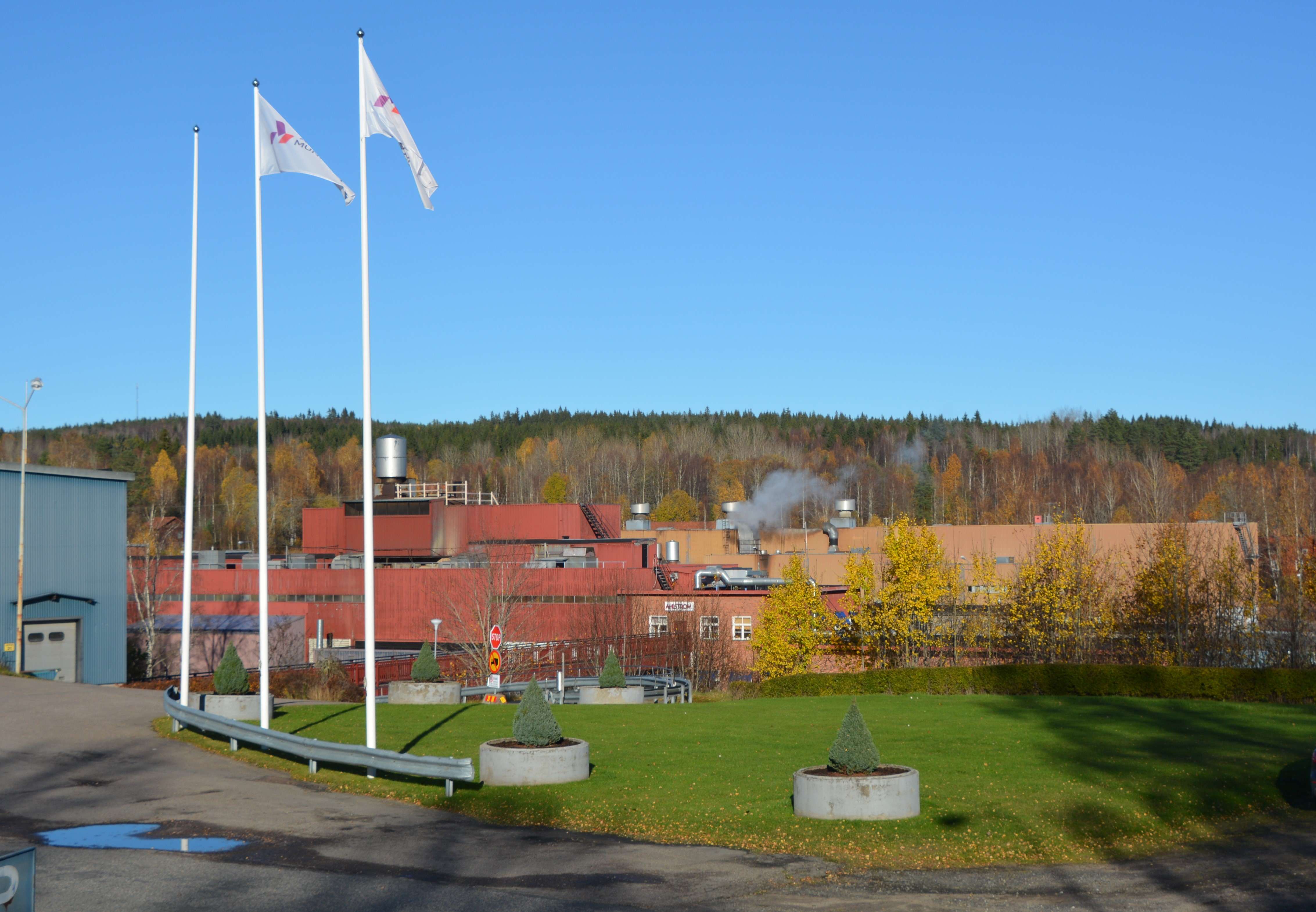
Ahlstrom Munksjö Fabrik in Ställdalen (Schweden)